# Heliophila bulbostyla
Heliophila bulbostyla är en korsblommig växtart som beskrevs av P.E. Barnes. Heliophila bulbostyla ingår i släktet solvänner, och familjen korsblommiga växter. Inga underarter finns listade i Catalogue of Life.